# Casablanská konference

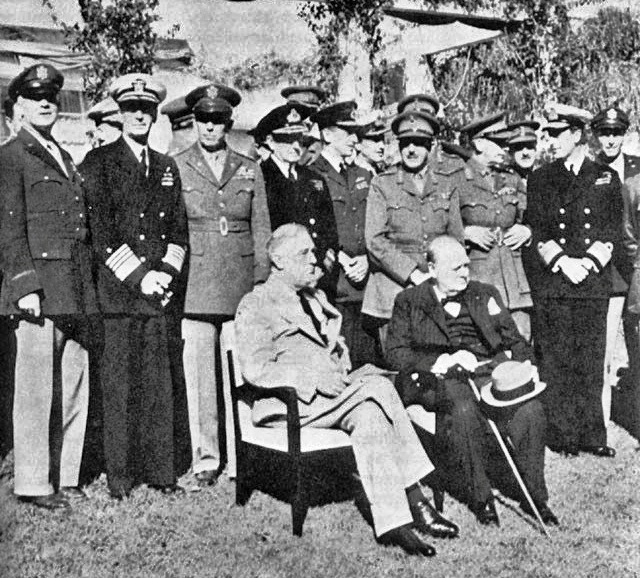
Franklin Delano Roosevelt a Winston Churchill

Casablanská konference [kasablanská] bylo jednání nejvyšších představitelů USA F. D. Roosevelta a Velké Británie W. Churchilla 14.–26. 1. 1943 v Casablance (Maroko) o strategickém plánu dalších spojeneckých vojenských akcí v druhé světové válce.
Na Rooseveltův návrh bylo vydáno prohlášení, že od mocností Osy (Německo, Itálie a Japonsko) bude přijata jen bezpodmínečná kapitulace. Důležitým závěrem byla také dohoda o odložení invaze do Francie na podzim roku 1943 a rozhodnutí o invazi na Sicílii v létě 1943 a zintenzívnění amerického bombardování Německa.

## Průběh a výsledky jednání
V lednu 1943 se na tajné konferenci v Casablance setkali americký prezident Franklin Delano Roosevelt a ministerský předseda Velké Británie Winston Churchill s dalšími vojenskými odborníky k projednání současné vojenské situace. Původně se měl účastnit i sovětský vůdce Josif Vissarionovič Stalin, který však účast odmítl z důvodu řízení vojenských operací, na kterých byla údajně jeho přítomnost v SSSR nezbytná.
Hlavním bodem jednání byla otázka otevření druhé fronty, kterou v té době požadovalo zejména sovětské vedení. I přes příslib amerického prezidenta sovětskému lidovému komisaři zahraničních věcí V. M. Molotovovi však k velkému zklamání Sovětů bylo vylodění ve Francii odloženo až na podzim roku 1943.
Prozatím bylo dohodnuto pouze vylodění Spojenců na Sicílii v červenci 1943 a upevnění daných pozic, popřípadě dokončení operací v severní Africe, což bylo především v zájmu W. Churchilla, který tak chtěl chránit britské pozice ve Středomoří před sovětským pronikáním.
Během konference došlo z iniciativy obou hlavních představitelů k dočasnému usmíření mezi francouzskými generály de Gaullem a Giraudem soupeřícími o vedení v odboji. Zatímco de Gaulle měl svou základnu v Londýně, Giraud působil ve francouzské části Alžírska.
Na závěr konference zveřejnil Roosevelt válečné cíle Spojenců, v nichž byl požadavek na bezpodmínečnou kapitulaci Německa, Itálie a Japonska a vyloučil příměří s jakoukoliv vládou, která by eventuálně nastoupila po Hitlerovi.
Churchill nebyl s touto formulací dopředu seznámen a po jejím zveřejnění se právem obával, že požadavek bezpodmínečné kapitulace posílí postavení Adolfa Hitlera a vůli Němců k odporu.
Poznámky prezidenta F. D. Roosevelta k tiskové konferenci v Casablance:
„Prezident a ministerský předseda jsou na základě celkového vývoje války více než kdy jindy přesvědčeni o tom, že jen totální odstranění německé a japonské válečné mašinérie může světu přinést mír.
To vede k jednoduché formulaci válečných cílů, jejichž obsahem je bezpodmínečná kapitulace Německa, Japonska a Itálie.
Bezpodmínečná kapitulace těchto mocností může podle názoru všech zajistit na dlouhou dobu světový mír. Neznamená však zničení německého, japonského nebo italského obyvatelstva, nýbrž zničení jistého světového názoru v těchto zemích, jenž je založen na dobývání a podmaňování jiných národů.“